# 서울특별시의 지역 구조
서울특별시의 지역 구조는 그 기능에 따라 여러 가지로 나뉜다.

## 역사

### 한양의 지역 구조
북악산 남쪽 아래를 북촌(北村), 남산 북쪽 아래를 남촌(南村), 낙산 서쪽 아래를 동촌(東村), 서소문 안쪽을 서촌(西村), 청계천의 장교와 수표교 부근을 중촌(中村), 광통교 위쪽부터 창의문까지를 우대[上垈], 효경교부터 흥인지문까지를 아래대[下垈], 성 밖 4면 10리 이내를 자내(字內)라고 불렀다. 본래 북촌에는 문반, 남촌에는 무반, 동촌에는 동인, 서촌에는 서인이 고루 살았으며, 서인이 노론과 소론으로 분파한 뒤에는 북촌에는 노론, 남촌에는 무반과 소론, 동촌에는 소북, 서촌에는 소론이 살게 되었다. 그 밖에 중촌에는 중인, 우대에는 이배(吏輩)와 고직(庫直), 특히 다동과 청진동 부근에는 시정배(市井輩), 아래대에는 군속(軍屬)이 살았다.

### 산업화 시기의 지역 구조
크게 도심, 부도심, 상업지구, 공업지구, 주택지구·교육지구로 나뉜다.

## 도심
도심(都心)은 도시인의 사회·경제·문화적인 생활권의 중추기능지대일 뿐만 아니라 서울의 경우는 국가 전역을 통제하고 관리하는 국가의 핵심적 기능을 관장하고 있는 기관이 집중되어 있는 지역이다. 조선시대에는 광화문과 광교를 연결한 지역을 도심부로 한정하였으며, 현재는 종로와 중구 일대가 도심지로 기능하고 있다. 즉 이곳에는 우리나라의 중앙행정기관과 서울시청을 비롯하여 회사·금융기관, 각종 보도기관 등의 중추관리기관이 집중되어 있다.

### 관청가
교통이 편리한 세종로에는 중앙청과 정부종합청사를 비롯하여 행정 각 부처, 태평로에는 서울시청 등 국가의 중추적 정치행정관서, 정동(貞洞)에는 외국의 외교관들이 국가 행정기능 상호간의 기능적 효율성을 높이기 위하여 구심적으로 집중되어 있다. 또한 이 지역에는 경제·행정적 관리기관과 밀접한 관계가 있는 변호사·회계사·건축 설계사 등의 대리업이 집중되어 있다.

### 업무지구
소공동과 태평로 1가, 명동 등에는 기업관리기능의 본사(本社)와 무역회사, 여행사, 소공동·태평로·서소문에는 보험회사, 명동과 을지로 입구 사이에는 증권회사, 남대문로 1가에는 은행의 본지점 등의 금융기관, 태평로에는 행정·경제적 관리기능과 가까이 위치하여야 할 신문사가 있다.최근 서울시의 인구분산정책에 따라 일부 기관과 회사가 주변 지역이나 지방으로 이전하려는 경향이 나타나고 있으나 아직도 이 부근의 교통은 매우 혼잡하고, 주야간의 인구 이동이 심하다. 1960년대부터 이 지역에는 삼일로 빌딩을 비롯한 고층건물이 들어서고, 37층의 롯데호텔 등이 있어 서울의 도시경관을 크게 변화시키고 있으며 1980년대부터는 강남·강동 지역의 비약적인 발전으로 이들 두 지역이 서울의 중심가로 변모되고 있다. 특히 테헤란로는 새로운 업무 중심지구로 자리를 잡았다.

## 부도심
서울이 급격하게 거대화하면서 영등포·여의도·청량리·천호동과 같은 도시 주변지대에 시가지가 형성되고 도시기능의 일부를 분담하고 있는 부도심(副都心)으로 발달되었다. 이러한 부도심은 지가(地價)가 비교적 비싸지면서 건물이 고층화되어 가고 업종구성도 다양해졌다. 즉 백화점·은행·음식점·다방·오락장과 번화한 상가가 형성되어 도심지와 크게 다를 바가 없어졌다. 그러나 도심에 비하여 관리기관이 적은 점이 특색이다.부도심 영등포는 1899년에 개통한 경인선과 1905년에 개통한 경부선의 분기점인 영등포역이 생긴 이후부터 신시가지가 형성되기 시작하였다. 그 후 1917년 한강인도교(제1한강교)가 가설되어 시내와의 왕래가 빈번해지면서 더욱 발전하였다. 이 당시에 주거지역은 영등포역 부근과 본동(本洞)·당산리·양평리 등의 한강변이 주가 되었다. 1924년 전차가 영등포 역전까지 연장되면서 시가지는 더욱 급속하게 발달되었다. 더구나 1920년에 대규모의 피혁공장이 세워지고 1931년경에 많은 공장이 건설된 것이 계기가 되어 인구는 급격하게 증가되고 영등포는 시흥군 영등포읍으로 승격되었다. 1936년에 경성부(서울)에 편입되고(잔여지역인 신도림동, 대림동, 신대방동, 구로동은 1949년 서울 편입) 한강에 제2한강교·서울대교가 가설되고 여의도가 개발되면서 영등포는 시간적·공간적으로 도심지와 더욱 긴밀해지고 더욱 눈부시게 발전되어 1977년에는 인구 40만 명을 수용한 서울의 전형적인 부도심이 되었다. 최근 영등포의 중심지에 있는 상가가 확대되면서 공장지대의 일부는 이전되고 있으며 공장지대는 경인·경수 가도를 따라 발전되고 있다.부도심 청량리는 철도와 버스·지하철 등 각종 교통의 결절점(結節點)에 발달한 대표적인 부도심이다. 동대문 밖은 토지가 저습하여 오랫동안 넓은 공지(空地)로 남아 있다가, 광복 후 광대한 배후 주택지를 갖고 급격하게 시가지로 진행된 곳이다. 부도심 천호동은 근교 농업지역이었으나 1963년 서울에 편입되면서 1980년대 중반까지 급속하게 시가지화하였다. 특히 천호동 사거리를 중심으로 상가가 형성되면서 새로운 부도심으로서의 면모를 갖추게 되었다.

### 여의도
1916년 일제에 의하여 이곳에 간이비행장이 건설되면서 여의도(汝矣島)가 널리 알려지기 시작하였다. 68년 윤중제(輪中堤) 공사를 착공한 뒤 한국의 정치·경제·문화의 새로운 중심지가 되었다. 여의도 공원을 경계로 업무지구와 주거지구로 나누어지는데 서쪽으로는 국회의사당·한국방송공사 등이 있고, 동쪽에는 전국경제인연합회·한국거래소·아파트단지가 있다.

## 상업 지구
상업 지구(商業 地區)는 도심상가와 시장을 중심으로 나눌 수 있다. 도심상가는 명동·충무로·종로·을지로·청계로 등을 중심한 지역인데, 판매되고 있는 상품이 전문화되고 있다. 명동·충무로 일대는 고급 의상과 양품(洋品), 각종 유행품, 남대문로 2, 3가와 종로 2, 3가는 금·은·시계 등 고급품, 종로와 을지로 입구 부근은 양복을 파는 상점이 모여 있다. 을지로 3가에서 5가 사이에는 건축재, 청계천 2, 3가와 봉래동 1가에는 공구(工具)와 기계류, 을지로 2가와 아현동에는 가구(家具), 광희동에는 자동차 부속품, 종로 4가에서 동대문 사이에는 한약재와 묘목·씨앗, 청계로 5가는 고본점(古本店)들이 몰려 있다. 백화점은 남대문로와 명동에 모여 있다.용산 일대에는 전자상가들이 밀집해 있다. 특히 컴퓨터 관련 제품을 판매하는 상가들이 많아 주로 젊은 층의 고객들이 발길을 잇고 있다.도매시장인 동대문시장은 일상용품과 각종 직물, 남대문시장은 일상용품과 청과물 중부시장은 건어물, 용산의 청과시장은 청과물, 노량진의 수산시장은 수산물, 서초동의 양곡시장은 양곡, 제기동의 경동시장은 고추와 마늘 등을 도매하고 있다. 한편 도심지와 떨어져 있는 주변지역인 신촌·미아리·청량리·영등포·천호동 등지에는 상가와 상설시장이 개설되고 있어 일상생활에서 필요로 하는 물건들을 공급하고 있다. 시내 요소에는 슈퍼마켓이 있어서 근대적인 유통과정의 일익을 담당하고 있다. 상업기능 분포를 보면 이전의 중심지였던 종로구·중구의 점유비가 1980년대 이후 점차 줄어들고 있으며 강남·강동은 증가하고 있다.
강남·강동구와 명동·무교동·다동(茶洞), 종로 2,3가 일대와 북창동·청진동·낙원동·입정동·인현동·방배동의 뒷거리, 그리고 청량리·영등포·천호동의 부도심에는 호텔·음식점·클럽 등의 오락·환락 산업이 분포한다. 따라서 이곳은 낮의 점심시간과 저녁에 많은 사람들이 모여 즐기고 있다. 또한 종로 3가와 을지로 4가, 초동(草洞) 일대에는 극장들이 모여 있다.

## 주택 지구
주택 지구(住宅 地區)는 주택단지와 아파트단지 부근의 오래된 한옥주택지와 그 주변의 중류주택가, 주변지역의 신흥주택단지, 점재해 있는 하류주택지로 나눌 수 있다. 도심지 부근에 오래된 한옥주택지는 삼청동·가회동·청진동 등이다. 이 지역은 조선시대 말에 상대(上垈)라고 하여 왕족·귀족·고관들의 전통적인 한식 가옥이 많이 밀집되어 남아 있다. 그러나 지은 지가 오래 되어서 낡은 집이 많다. 최근 청진동 등 도심부의 한옥은 상가 또는 환락지구의 대중음식점이나 요정으로 변모해가고 있다.남산의 북쪽과 남서쪽, 그리고 용산 방면의 일본인 거주지역이었던 곳의 일본식 목조건물은 많이 없어지고 새로운 주택이 들어서고 있다. 필동·회현동·청파동의 일부 지역은 최근에 와서 중류 고급 주택지화되어 가면서 주택지의 모습이 서양식으로 많이 닮아지고 있다.광복 전에는 새로운 한식주택지가 아현동·마포·숭인동·신설동과 왕십리·청량리·돈암동 등에 형성되었다. 그 후 서울의 계속되는 인구 증가로 광복 후부터 1960년대까지 산사면(山斜面)이었던 옥수동·금호동·행당동·응봉동·홍제동·홍은동·만리동·한남동·전농동과 청계천변 등에 주택지가 형성되었다. 이어서 신당동·마장동·뚝섬·답십리·성북동·미아동·서교동·상도동에 주택지가 형성되었다. 이 중 한남동의 일부와 성북동은 현재 고급 주택지로 변모하였다.1960년 이후 급속한 경제성장에 따라 사회가 안정되고, 서울 광역도시계획(廣域都市計劃)에 의해 토지를 구획정리하면서 주변지역에 주택단지(住宅團地)를 건설한 결과 서교동·성산동·연희동·남가좌동·불광동·녹번동·수색동·화계동·수유동·도봉동·월곡동·장위동·면목동·중곡동·천호동·영동지구·화곡동·공항동·신림동·개봉동·시흥동 등에 주택지가 형성되었다. 이들 주택지는 지가(地價)가 싸고 대기오염과 소음 등의 공해가 적고 공기가 맑고 한적한 곳이기 때문에 급속하게 신흥 주택단지로 개발된 것이다.한편 여의도·반포지구·영동지구의 일부와 잠실지구, 상계동·창동·중계동지구 주택공사와 민간기업이 건설한 아파트로 대규모 아파트단지가 형성되었다.

## 교육 지구
초등학교와 중·고등학교는 학구(學區:學校地區)에 따라 시내에 비교적 균등하게 분포되어 있으나, 대학은 주로 도심부보다 비교적 넓은 부지를 쉽게 확보할 수 있는 주변지대에 많이 위치하고 있다.
신림동에 서울대학교, 신촌에 연세대·이화여대·서강대·홍익대, 안암동에 고려대, 이문동에 경희대·한국외국어대, 공릉동에 서울과학기술대, 모진동에 건국대, 한남동에 단국대, 흑석동에 중앙대, 상도동에 숭실대, 서초동에 서울교육대 등 모두가 도심부로부터 4∼12km 떨어진 곳에 위치하고 있다. 대학이 위치한 곳은 교문(校門) 앞이 상가, 부근에는 주택지가 형성되어 도시화가 촉진되고 있다. 그러나 최근 서울의 인구분산정책에 따라 일부 대학은 지방으로 이전 계획을 세우고 있거나 분교(分校)를 설립한 대학이 많이 있다.

## 공업 지구
공업 지구(工業 地區)는 주변 공업 지역과 도심구와 공업지구로 나눌 수 있다. 주변 공업지구는 영등포의 문래동·당산동, 구로동의 수출공업단지, 김포가도 연변, 용산에서 마포·수색에 이르는 한강변지대, 청계천 하류의 답십리동과 전농동, 중랑천변의 면목동, 장위동·공릉동·창동 일대, 뚝섬의 성수동에서 천호동에 이르는 한강연안, 오류동과 시흥동 등지이다. 이곳은 지가(地價)가 싸며, 풍부한 용수(用水), 폐수 처리가 용이하다는 등의 이점이 있어 공장이 입지한 곳이다. 영등포와 구로 공업지역은 서울 최대의 공업지대이다. 1920년 피혁공장의 건설을 시작으로 공업이 발달한 것이 현재는 섬유공업을 비롯하여 화학·음료품·식품·기계·철강·전기기기·금속제품 등을 생산하고 있다. 최근 영등포 공업지역은 경수(京水)·경인가도(京仁街道)를 따라 발전되고 있다. 뚝섬 공업지역은 영등포 다음으로 공업이 발달한 지역이다. 1963년 이전까지는 서울의 근교 농업지역이었으나 공항이 들어서면서 공업지역이 된 것이다. 주로 섬유제품과 화공제품·전기기기·금속제품·의약품을 생산하고 있다. 최근 하천오염 등 공해 문제가 대두하면서부터 일부 공장은 지가가 비싼 이곳의 공장을 처분하고 지가가 싼 지방의 공업단지로 이전하고 있다. 용산 공업지역은 주로 금속제품과 원동기·산업용기계·전기기기·수송용 기계 등을 생산하고 있다.도심 공업지구는 상가나 주택가에 혼재하고 있는데, 종로·을지로에는 업무중심지구에서 많이 쓰이는 인쇄·출판, 오장동 일대에는 소규모의 직물과 편직물, 남대문로와 종로 3가·청계천 7가에는 의류, 을지로 3가와 청계천 3가 사이에는 소규모 기계공업이 행해지고 있다. 구로동 수출공업단지(九老洞輸出工業團地)는 수출공업을 보다 효과적으로 육성하고 수출산업(輸出産業)을 집단화할 것을 목적으로 설립한 공업단지로, 1964년부터 62만 평의 단지를 조성하기 시작하여 현재는 많은 공장이 입주하여 봉제품·합성수지 제품·전자기기 제품·과학기기 제품·가발 등을 생산했다. 현재는 디지털단지로 변모했다.

## 녹지 지구
녹지 지구(綠地 地區)는 조선시대 말까지만 하여도 ‘성저십리’라 하여 주위의 산지나 성(城)에 넓게 있었다. 그러나 일제시대에 서울을 근대도시화한다는 명목 아래 녹지에 주택·학교·공공건물·병원·공장 등의 도시시설을 세워 녹지의 넓이를 줄게 하였다.최근에도 도시주변의 녹지에 도심지에서 이전하여 온 도시적 시설을 세우고, 주택을 건설하여, 녹지공간은 점점 줄어들고 있다. 그 중 녹지가 가장 많은 구는 녹지가 있는 강남구이고, 이어서 영등포·강동구·마포에 비교적 녹지가 많이 있다. 한편 서울시는 1971년 은행나무를 서울의 나무로, 개나리를 서울의 꽃나무로 지정하여, 가로수 등으로 널리 심고 있다.

## 근교농업 지구
근교농업 지구(近郊農業 地區)는 토지 이용의 방식을 바꾸어 수익성이 높은 과실·채소·특용작물을 재배하고 있다. 따라서 근교 농촌에는 곳곳에 비닐하우스가 있어 연중 계속하여 신선한 야채류를 공급하고 있다.한편 도시화되어 가면서 지가가 상승되어 경지가 주택지·유휴지화한 곳도 찾아볼 수 있다. 그러나 오래전부터 성가가 높았던 묵골(묵동)의 배, 경인가로변의 복숭아, 서초동·녹번동·수유동 일부의 꽃 재배 등을 볼 수가 있다. 서울에 마지막으로 남아있던 가장 큰 논 단지인 마곡동 일대는 현재 마곡지구로 개발되었다.

## 같이 보기
- 서울특별시